# Lei Nacional de Aeronáutica e Espaço
A Lei Nacional de Aeronáutica e Espaço de 1958 (National Aeronautics and Space Act) é a lei federal dos Estados Unidos que criou o National Aeronautics and Space Administration (NASA). O Ato, que acompanhou de perto a realização da União Soviética com o lançamento do Sputnik, foi elaborado pela Comissão de Aeronáutica e Exploração Espacial da Câmara dos Representantes dos Estados Unidos (Câmara dos Deputados) e, em 29 de julho de 1958, foi assinado pelo Presidente Eisenhower. Antes da promulgação, a responsabilidade pela exploração do espaço era considerada principalmente um empreendimento militar, de acordo com o modelo soviético que lançara o primeiro satélite orbital. Em grande medida, a Lei foi motivada pela falta de resposta de uma infraestrutura militar dos EUA que parecia incapaz de se manter na corrida espacial.

A lei original de 1958 encarregou a nova Agência de conduzir as atividades aeronáuticas e espaciais dos Estados Unidos "de modo a contribuir materialmente para um ou mais dos seguintes objetivos:

- A expansão do conhecimento humano dos fenômenos da atmosfera e do espaço;
- A melhoria da utilidade, desempenho, velocidade, segurança e eficiência dos veículos aeronáuticos e espaciais;
- O desenvolvimento e operação de veículos capazes de transportar instrumentos, equipamentos, suprimentos e organismos vivos pelo espaço;
- O estabelecimento de estudos de longo prazo sobre os potenciais benefícios a serem obtidos, as oportunidades e os problemas envolvidos na utilização de atividades aeronáuticas e espaciais para fins pacíficos e científicos.
- A preservação do papel dos Estados Unidos como líder em ciência e tecnologia aeronáutica e espacial e em sua aplicação na condução de atividades pacíficas dentro e fora da atmosfera.
- A disponibilização a agências diretamente envolvidas com defesas nacionais de descobertas que tenham valor ou significado militar, e o fornecimento por tais agências, à agência civil estabelecida para dirigir e controlar atividades aeronáuticas e espaciais não militares, de informações sobre descobertas que tenham valor ou importância para aquela agência;
- Cooperação dos Estados Unidos com outras nações e grupos de nações no trabalho feito de acordo com esta Lei e na aplicação pacífica de seus resultados; e
- A utilização mais eficaz dos recursos científicos e de engenharia dos Estados Unidos, com estreita cooperação entre todas as agências interessadas dos Estados Unidos, a fim de evitar a duplicação desnecessária de esforços, instalações e equipamentos.

Em 2012, um nono objetivo foi adicionado:

- A preservação da posição preeminente dos Estados Unidos na aeronáutica e no espaço por meio de pesquisa e desenvolvimento de tecnologia relacionada aos processos de fabricação associados.

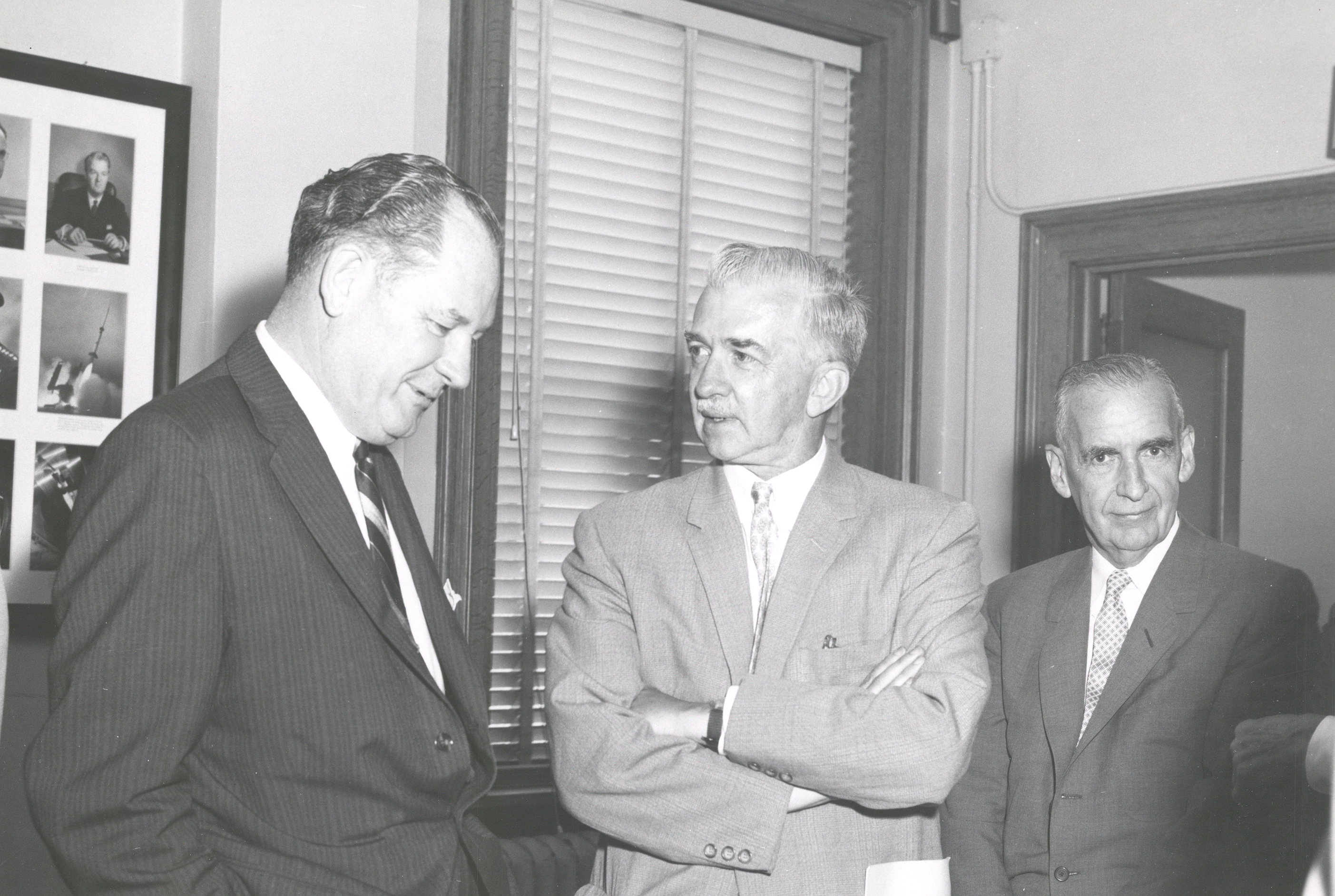
A reunião final do NACA, antes de ser absorvido pela NASA

A Lei aboliu o Comitê Consultivo Nacional para a Aeronáutica (NACA), transferindo suas atividades e recursos para a NASA em 1º de outubro de 1958. A lei também criou um Comitê de Ligação Civil-Militar, com a finalidade de coordenar aplicações espaciais civis e militares, e manter a NASA e o Departamento de Defesa "totalmente e atualmente informados" sobre as atividades espaciais de cada um. Até hoje, os Estados Unidos coordenaram, mas separaram programas espaciais militares e civis, com grande parte dos primeiros envolvidos no lançamento de satélites militares e de vigilância e, antes do Tratado de Proibição Parcial de Testes, planejando contramedidas para o previsto lançamento soviético de armas nucleares e ogivas no espaço.
Além disso, a nova lei fez extensas modificações à lei de patentes e desde que tanto as invenções dos funcionários como as inovações de empreiteiros privados realizadas através de viagens espaciais estariam sujeitas à propriedade do governo. Ao tornar o governo o fornecedor exclusivo de transporte espacial, o ato efetivamente desencorajou o desenvolvimento privado das viagens espaciais. Essa situação perdurou até que a lei foi modificada pela Lei de Lançamento Comercial de 1984, promulgada para permitir o uso civil de sistemas da NASA no lançamento de veículos espaciais.
 frase "Nós viemos em paz por toda a humanidade", inscrita em uma placa deixada na Lua pela tripulação da Apollo 11, é derivada da declaração da lei sobre a política e propósito da NASA:
O Congresso declara que é política dos Estados Unidos que as atividades no espaço sejam dedicadas a propósitos pacíficos para o benefício de toda a humanidade (no original em inglês, o termo usado era "mankind").
A lei foi posteriormente alterada para remover o preconceito de gênero, de modo que esta declaração de política agora diz:
Devoção de atividades espaciais a propósitos pacíficos em benefício de toda a humanidade O Congresso declara que é política dos Estados Unidos que as atividades no espaço devam ser dedicadas a propósitos pacíficos para o benefício de toda a humanidade (no original em inglês, passou-se a usar a expressão "humankind").